# Martin Waldseemüller
Martin Waldseemüller (circa 1470 - 1522) a fost un cartograf german. Împreună cu cartograful și poetul umanist Matthias Ringmann a pus în circulație termenul America pentru a denumi noul continent pe atunci recent descoperit, în cinstea navigatorului Amerigo Vespucci.